# 土耳其裔吉爾吉斯人
土耳其裔吉爾吉斯人，是在吉爾吉斯斯坦生活的民族。

## 歴史
大多数土耳其人裔吉爾吉斯是麥斯赫特土耳其人，他們出現在吉爾吉斯因斯大林以他們通敵為由在1944年發配中亞。他們主要從事農業和畜牧，在蘇聯解體後多数人返回格魯吉亞，在1989年蘇聯人口普查有21,294人。

## 人口
在費爾干纳谷地，他們叫費爾干纳土耳其人。

## 教育
吉爾吉斯－土耳其瑪納斯大學在1995年成立於比什凱克，是國内一流大學。